# Гавріел Каніховський
Гавріел Гілад «Габі» Каніховський (івр. גבריאל גלעד "גבי" קניקובסקי‎, нар. 24 серпня 1997, Раанана) — ізраїльський футболіст, півзахисник клубу «Маккабі» (Тель-Авів).
Виступав за молодіжну збірну Ізраїлю.

## Клубна кар'єра
Народився 24 серпня 1997 року в місті Раанана. Вихованець футбольної школи клубу «Маккабі» (Тель-Авів).
У дорослому футболі дебютував 2016 року виступами на умовах орнеди за команду «Хапоель» (Петах-Тіква), в якій провів один сезон, взявши участь у 36 матчах чемпіонату.
Сезон 2017/18 відіграв також на умовах оренди за «Хапоель» (Акко), який у липні 2018 року скористався правом викупу гравця. Утім того ж місяця півзахисник опинився у «Маккабі» (Нетанья), який сплатив за його трансфер 200 тисяч євро.
Був гравцем основного складу команди з Нетаньї протягом трьох років, після чого 31 серпня 2021 року за 500 тисяч євро повернувся до рідного [[Маккабі (футбольний клуб, Тель-Авів)|«Маккабі» (Тель-Авів)].

## Виступи за збірні
2015 року дебютував у складі юнацької збірної Ізраїлю (U-19), загалом на юнацькому рівні взяв участь у 4 іграх.
Протягом 2017–2018 років залучався до складу молодіжної збірної Ізраїлю. На молодіжному рівні зіграв в 11 офіційних матчах, забив 1 гол.

## Титули і досягнення
- Володар Кубка Тото (2):

«Маккабі» (Тель-Авів): 2023–24, 2024–25
- Чемпіон Ізраїлю (2):

«Маккабі» (Тель-Авів): 2023–24, 2024–25
- Володар Суперкубка Ізраїлю (1):

«Маккабі» (Тель-Авів): 2024